# Liste des évêques de Dedza
La liste des évêques de Dedza recense les noms des évêques qui se sont succédé sur le siège épiscopal de Dedza au Malawi depuis la fondation du vicariat apostolique de Dedza le 29 avril 1956 par détachement de ceux de Likuni et de Zomba et son érection en diocèse de Dedza (en) (Dioecesis Dedzaensis) le 25 avril 1959. 

## Est vicaire apostolique
- 9 novembre 1956-25 avril 1959 : Cornelius Chitsulo

## Sont évêques
- 25 avril 1959-† 28 février 1984 : Cornelius Chitsulo, promu évêque.
- 25 juin 1984-7 septembre 2000 : Gervazio Chisendera (Gervazio Moses Chisendera)
- 7 septembre 2000-18 février 2006 : Rémi Sainte-Marie (Rémi Joseph Gustave Sainte-Marie)
- 18 février 2006-4 juillet 2007 : siège vacant
- 4 juillet 2007- † 17 février 2018: Emmanuele Kanyama

## Sources
- Fiche du diocèse sur catholic-hierarchy.org